# Твердохліби (Кобеляцька міська громада)
Твердо́хліби — село в Україні, у Кобеляцькій міській громаді Полтавського району Полтавської області. Населення становить 32 осіб.

## Географія
Село Твердохліби знаходиться за 4 км від лівого берега дельти річки Ворскла, за 2,5 км від села Орлик.

## Історія
12 червня 2020 року, відповідно до розпорядження Кабінету Міністрів України № 721-р «Про визначення адміністративних центрів та затвердження територій територіальних громад Полтавської області», село увійшло до складу Кобеляцької міської громади.
19 липня 2020 року, в результаті адміністративно - територіальної реформи та ліквідації Кобеляцького району, село увійшло до складу новоутвореного Полтавського району Полтавської області.